# USS Princeton (CV-37)
El USS Princeton (CV-37) fue un portaaviones de la clase Essex de la Armada de los Estados Unidos. Fue el quinto buque de la Armada en llevar este nombre en honor a la batalla de Princeton durante la guerra de Independencia de Estados Unidos. El Princeton fue asignado en noviembre de 1945, demasiado tarde para servir en la Segunda Guerra Mundial, pero vio servicio extenso en la guerra de Corea, en la que ganó ocho estrellas de combate, y en la guerra de Vietnam. A principios de la década de 1950 fue designado como portaaviones de ataque (CVA), posteriormente como portaaviones de guerra antisubmarina (CVS) y finalmente como buque de asalto anfibio (LPH), llevando helicópteros y marines. Una de sus últimas misiones fue la de servir como el barco de rescate para la misión espacial Apolo 10.
A pesar de que fue ampliamente modificado internamente como parte de su conversión a LPH, las modificaciones externas fueron menores, por lo que a lo largo de su carrera el Princeton conservó el aspecto clásico de un Essex de la Segunda Guerra Mundial. Fue dado de baja en 1970 y vendido como chatarra en 1971.